# 拉沙佩勒德叙里约
拉沙佩勒德叙里约（法語：La Chapelle-de-Surieu，法語發音：[la ʃapɛl də syʁjø]）是法国伊泽尔省的一个市镇，位于该省西部，属于维埃纳区。

## 地理
拉沙佩勒德叙里约（45°23'28"N, 4°54'36"E）面积11.22 平方千米，位于法国奥弗涅-罗讷-阿尔卑斯大区伊泽尔省，该省份为法国东南部内陆省份，北起顺时针与安省、萨瓦省、上阿尔卑斯省、德龙省、阿尔代什省、卢瓦尔省和罗讷省。
与拉沙佩勒德叙里约接壤的市镇（或旧市镇、城区）包括：圣罗曼德叙里约、索奈、阿雪、贝勒加德-普雪、蒙瑟沃鲁。

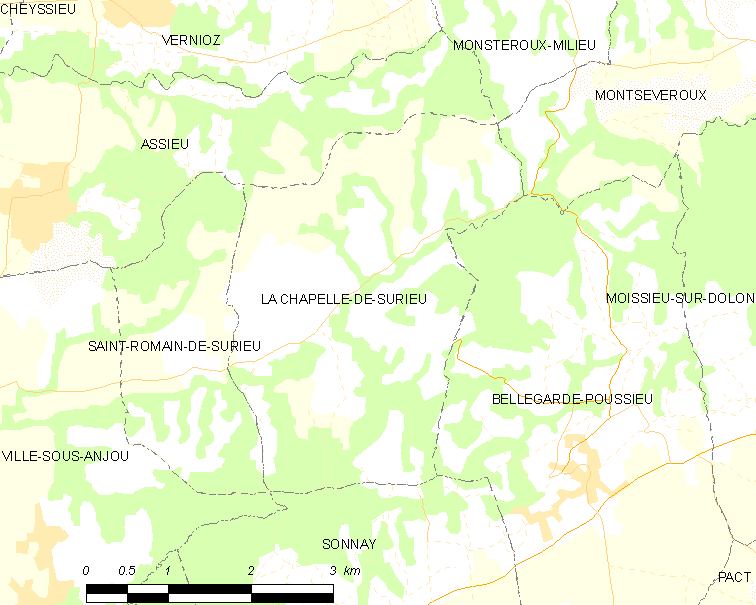
拉沙佩勒德叙里约的OSM定位图

拉沙佩勒德叙里约的时区为UTC+01:00、UTC+02:00（夏令时）。

## 行政
拉沙佩勒德叙里约的邮政编码为38150，INSEE市镇编码为38077。

## 政治
拉沙佩勒德叙里约所属的省级选区为鲁西永县。

## 人口

1962-2008年间拉沙佩勒德叙里约人口变化图示

拉沙佩勒德叙里约于2022年1月1日时的人口数量为761人。